# Philine lima
Philine lima är en snäckart som först beskrevs av T. Brown 1825.  Philine lima ingår i släktet Philine och familjen havsmandelsnäckor. Inga underarter finns listade i Catalogue of Life.